# صحة الرجل (مجلة أسترالية)
صحة الرجال هي مجلة استرالية شهرية للرجال نشرت من قبل مجلات الباسيفك (بالإنجليزية: Pacific Magazines) تستهدف الرجال الذين تتراوح أعمارهم بين 25 إلى 44،   فياستراليا هي المجلة الأعلى مبيعًا. مبيعاتها تصل إلى ضعف مبيعات المجلات المنافسة كمجلة الصحة الرياضية للرجال الأستراليين (بالإنجليزية: Australian Men's Fitness.) . تضم المجلة مقالات عن اللياقة البدنية ، أخبار الصحة والتغذية والأزياء والصحة الجنسية. محررها هوإيان كوكيريل 

## التاريخ
أطلقت المجلة في أستراليا في عام 1997. هذه المجلة هي النسخة الأسترالية من مجلة أمريكية تحمل نفس الاسم  والشكل والرسومات فهي مماثلة لتلك المجلة الأصلية الموجودة في الولايات المتحدة. الطبعة الأسترالية من المجلة كثيرا ما ترفع قصصًا وصورًا من النسخة الأمريكية أو أي نسخة أجنبية أخرى. وبذلك تكون المجلة قادرة على رفع مستوى المحتوى الذي تقدمه.
المجلة تستضيف مسابقة سنوية، التي تهدف إلى العثور على الرجل الذي يجسد القوة الجسدية  والأناقة والعاطفية، وبهذه الطريقة تقوم بجذب الأشخاص لإقتناء المجلة، منذ عام 2012 ، تم إعطاء لقب للفائز ألا وهو رجل صحة الرجل المشهور (بالإنجليزية: Celebrity Men's Health Man)

## وصلات خارجية
- صحة الرجل أستراليا.